# Леннон в Нью-Йорке
«Леннон в Нью-Йорке» (англ. LennoNYC (стилизованно под LENNONYC)) — документальный фильм 2010 года, снятый Майклом Эпштейном по собственному сценарию, о жизни Джона Леннона в Нью-Йорке вскоре после распада The Beatles. Премьера ленты состоялась на Нью-Йоркском кинофестивале. 9 октября был организован бесплатный публичный показ в Центральном парке (в день 70-летия музыканта). В следующем месяце фильм был показан по американскому телевидению в рамках передачи «Американские мастера». В том же году фильм был удостоен премии Пибоди.
Создатели фильма взяли интервью у людей связанных с музыкантом в тот период, в том числе: его жены Йоко Оно, участников группы Elephant’s Memory (которая выступала с Ленноном и Оно в Нью-Йорке), Элтона Джона, Дика Каветта, фотографа Боба Груэна и журналиста Херальдо Риверы, чей репортаж, вдохновил Леннона и Оно на проведение благотворительного концерта One to One в 1972 году. Документальная лента также освещает т. н. «Потерянный уикэнд», когда музыкант ненадолго расстался с Оно и какое-то время жил в Лос-Анджелесе.